# Jean Domarchi
Jean Domarchi, né le 19 avril 1916 à Linguizzetta (Corse) et mort le 20 janvier 1981 à Paris,, est un universitaire français et un critique de cinéma.

## Biographie
Jean Domarchi participe en 1943 à l'ouvrage L'Économie sans abondance qui rassemble des textes de François Perroux, Gabriel Dessus, Max Principale, Pierre Uri, Alfred Sauvy ou Auguste Detœuf. S'opposant à la doctrine libérale du laisser-faire qui est incapable d'apporter un équilibre économique, il décrit ce que pourrait être le rôle de l'investissement public dans le cadre d'une politique d'intervention économique (il s'inspire notamment de la théorie générale de Keynes).
En décembre 1943, il soutient une thèse consacrée à la pensée économique de John Maynard Keynes et à son influence en Angleterre. Le jury est notamment composé de François Perroux et Gaëtan Pirou. Il prend alors part à traduction de l'ouvrage de William Beveridge, Full Employment in a Free Society (1944).
Il est reçu à l'agrégation d'économie politique en 1945. Il est professeur notamment à la faculté de droit de Dijon. 
À la Libération, il contribue aux Temps Modernes.
Il publie plusieurs ouvrages de philosophie et d'économie. Il écrit aussi pour la Gazette du cinéma d'Éric Rohmer, puis pour les Cahiers du cinéma.
En 1959, il coopère avec Jean-Luc Godard sur son premier long métrage, À bout de souffle. Il joue également dans Le Signe du lion d'Éric Rohmer et Le Pélican de Gérard Blain.

## Publications
- La Pensée économique de John Maynard Keynes et son influence en Angleterre, Domat-Montchrestrien, Paris, 1944 (OCLC 370262775)
- George Cukor, Seghers, 1965 (OCLC 460110051)
- Murnau, supplément à l'Avant-scène du cinéma, n⁰ 50, Anthologie du cinéma, 1965 (OCLC 77628078)
- Marx et l'histoire, L'Herne, 1972 (OCLC 830140)
- Actualité du cinéma américain, Jean Domarchi, Olivier Eyquem (dir.), Filméditions Cinéma d'aujourd'hui, 1979 (OCLC 16110257)